# Герб Усть-Большерецкого района
Герб Усть-Большерецкого района Камчатского края

## Описание и обоснование символики
Геральдическое описание (блазон) гласит:
В лазоревом поле золотое опрокинутое острие, обременённое стоящим черным медведем, держащим в зубах серебряную рыбу (косвенно, головой книзу).
Усть-Большерецкий район находится в южной части Камчатской области, располагаясь на самой оконечности полуострова Камчатка. Это отражено в гербе опрокинутым золотым остриём (форма острия созвучна с изображением на картах территории района). Лазоревое поле герба символизирует водные просторы, окружающие район с трёх сторон. Море всегда играло большую роль в жизни местного населения, основным занятием которых является рыбный морской промысел.
Медведь держащий рыбу олицетворяет природные богатства района - в горах и лесах водятся многочисленные животные, а в море - ценные породы лососёвых рыб. Медведь также символ предусмотрительности, богатырской силы, и вместе с тем, добродушия, аллегорически показывает трудолюбие и гостеприимство жителей района.
Золото в геральдике - символ богатства, стабильности, уважения.
Серебро - символ благородства, мира и взаимного сотрудничества. 
Лазурь (синий, голубой) - символ истины, чести и добродетели.
Чёрный - символ мудрости, покоя, скромности, свободы.
Авторы герба района:
идея герба: Максим Михалко (с. Усть-Большерецкий), Евгения Корнеева (с. Усть-Большерецкий), Константин Мочёнов (Химки); обоснование символики: Кирилл Переходенко (Конаково); художники: Оксана Фефелова (Балашиха), Оксана Афанасьева (Москва);
компьютерный дизайн: Оксана Афанасьева (Москва). 
Герб утверждён решением Думы Усть-Большерецкого муниципального района № 277 от 14 мая 2005 года и внесен в Государственный геральдический регистр Российской Федерации — № 1923.